# Pulau Tengah (Jangkat)
Pulau Tengah is een bestuurslaag in het regentschap Merangin van de provincie Jambi, Indonesië. Pulau Tengah telt 3022 inwoners (volkstelling 2010).